# Valsugana Rugby Padova 2018-2019

## Rosa
Fonte rosa e statistiche giocatori: It's Rugby

## TOP12 2018-19

### Stagione regolare
| Incontro                  | Andata | Ritorno |
| ------------------------- | ------ | ------- |
| Valsugana — Petrarca      | 9-40   | 17-24   |
| Mogliano — Valsugana      | 17-5   | 13-26   |
| Valsugana — Reggio Emilia | 26-42  | 7-38    |
| I Medicei — Valsugana     | 16-3   | 23-13   |
| Valsugana — Fiamme Oro    | 22-31  | 31-43   |
| Valsugana — Calvisano     | 0-45   | 21-35   |
| Valsugana — Rovigo        | 17-21  | 0-45    |
| Valsugana — Viadana       | 20-14  | 26-41   |
| Verona — Valsugana        | 18-15  | 26-23   |
| Valsugana — San Donà      | 24-17  | 14-36   |
| S.S. Lazio — Valsugana    | 22-21  | 36-31   |

#### Risultati della stagione regolare
| Posizione | G  | V | N | P  | PF  | PS  | DP   | B  | Pt |
| --------- | -- | - | - | -- | --- | --- | ---- | -- | -- |
| 12ª       | 22 | 3 | 0 | 19 | 340 | 607 | -267 | 11 | 23 |

## Coppa Italia 2018-19

### Prima fase

#### Girone 1
| Incontro             | Andata | Ritorno |
| -------------------- | ------ | ------- |
| Valsugana — San Donà | 34-14  | 20-15   |
| Mogliano — Valsugana | 12-21  | 49-19   |
| Verona — Valsugana   | 28-12  | 12-31   |

#### Risultati del girone 1
| Posizione | G | V | N | P | PF  | PS  | DP | B | Pt |
| --------- | - | - | - | - | --- | --- | -- | - | -- |
| 1ª        | 6 | 4 | 0 | 2 | 137 | 130 | +7 | 2 | 18 |

### Finale
| Incontro                  | Risultato |
| ------------------------- | --------- |
| Valsugana — Reggio Emilia | 10-32     |

## Verdetti
- Valsugana retrocesso in serie A